# Brian Pockar
Brian James Pockar (* 27. Oktober 1959 in Calgary, Alberta; † 28. April 1992 ebenda) war ein kanadischer Eiskunstläufer, der im Einzellauf startete.
Pockar wurde in den Jahren 1978, 1979 und 1980 dreimal hintereinander kanadischer Meister im Eiskunstlauf der Herren und belegte 1981 und 1982 den zweiten Rang hinter Brian Orser. Seinen größten Erfolg feierte er 1982, als er bei der Eiskunstlauf-Weltmeisterschaft die Bronzemedaille gewann.
Nach dem Ende seiner sportlichen Karriere arbeitete Pockar als Choreograph. Er tourte mit Stars on Ice, das von IMG produziert wurde.
Pockar starb 1992 an den Folgen von AIDS. In der 1999 publizierten Autobiographie Landing It von Scott Hamilton outete dieser Pockar als homosexuell.

## Ergebnisse
| Wettbewerb / Jahr          | 1977 | 1978 | 1979 | 1980 | 1981 | 1982 |
| -------------------------- | ---- | ---- | ---- | ---- | ---- | ---- |
| Olympische Winterspiele    |      |      |      | 12.  |      |      |
| Weltmeisterschaften        | 14.  | 10.  | 13.  | 9.   | 8.   | 3.   |
| Kanadische Meisterschaften | 2.   | 1.   | 1.   | 1.   | 2.   | 2.   |